# Euderces grossistriatus
Euderces grossistriatus là một loài bọ cánh cứng trong họ Cerambycidae.